# 罗斯 (加利福尼亚州)
罗斯（英語：Ross），是美国加利福尼亚州马林县下属的一个城市。于1908年8月21日建市。城市面积约为4.0平方公里，根据2010年美国人口普查，该市有人口2,415人。